# Heteroconis sakaeratica
Heteroconis sakaeratica är en insektsart som beskrevs av György Sziráki 2002. Heteroconis sakaeratica ingår i släktet Heteroconis och familjen vaxsländor. Inga underarter finns listade i Catalogue of Life.